# Салманское сельское поселение
Салманское се́льское поселе́ние — муниципальное образование в Алькеевском районе Татарстана Российской Федерации.
Административный центр — село Салманы.

## География
Расположено на северо-западе района. Граничит с Каргопольским и Старосалмановским сельскими поселениями, Спасским и Алексеевским районами.
Крупнейшие реки — Салманка и её приток Нохратка.
По территории проходят автодороги 16К-0191 "Алексеевское – Базарные Матаки – Высокий Колок" (часть маршрута Казань – Самара), 16К-0264 "Базарные Матаки – Болгар", Новые Салманы – Старая Тахтала, подъездная дорога к д. Хлебодаровка.

## История
Статус и границы сельского поселения установлены Законом Республики Татарстан от 31 января 2005 года № 10-ЗРТ «Об установлении границ территорий и статусе муниципального образования "Алькеевский муниципальный район" и муниципальных образований в его составе».

## Население
| 2010 | 2011 | 2012 | 2013 | 2014 | 2015 | 2016 |
| ---- | ---- | ---- | ---- | ---- | ---- | ---- |
| 874  | ↘871 | ↘857 | ↘844 | ↘822 | ↗828 | ↘814 |
| 2017 | 2018 |      |      |      |      |      |
| ↘801 | ↘785 |      |      |      |      |      |

## Состав сельского поселения
| № | Населённый пункт | Тип населённого пункта       | Население (2010) |
| - | ---------------- | ---------------------------- | ---------------- |
| 1 | Анины Салманы    | деревня                      | 85               |
| 2 | Демидовка        | село                         | 114              |
| 3 | Нижние Салманы   | деревня                      | 37               |
| 4 | Новые Салманы    | село                         | 263              |
| 5 | Салманы          | село, административный центр | 212              |
| 6 | Старый Баллыкуль | деревня                      | 44               |
| 7 | Хлебодаровка     | деревня                      | 119              |

## Археология
В 1906 году рядом с деревней Балыкуль бывшего Спасского уезда Казанской губернии местным жителем Магомедом-Гали Мостюковым был найден клад из ювелирных украшений домонгольского периода (хранится в ГИМе. Инв. №44222). Среди находок — гривна вместе с десятью плетёными серебряными браслетами и девятью слитками серебра.